# Jen-čching

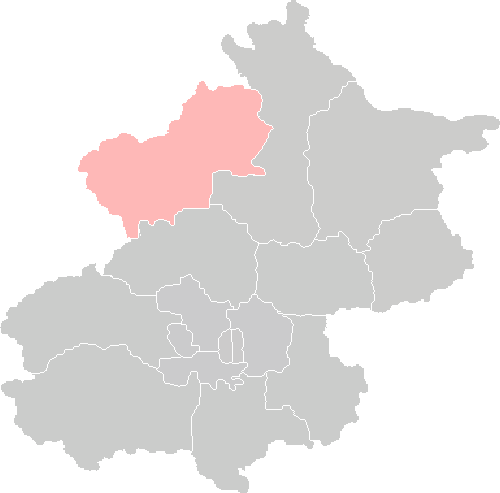
Poloha Jen-čchingu na mapě Pekingu

Obvod Jen-čching (čínsky v českém přepisu Jen-čching sien, pchin-jinem Yánqìng Xiàn, znaky zjednodušené 延庆县, tradiční 延慶縣) je jeden z okresů v Pekingu, hlavním městě Čínské lidové republiky. Leží na sever od historického centra tvořeného obvody Tung-čcheng a Si-čcheng, má rozlohu 1 992 čtverečních kilometrů a žije v něm 275 433 obyvatel.